# Honda VF y VFR

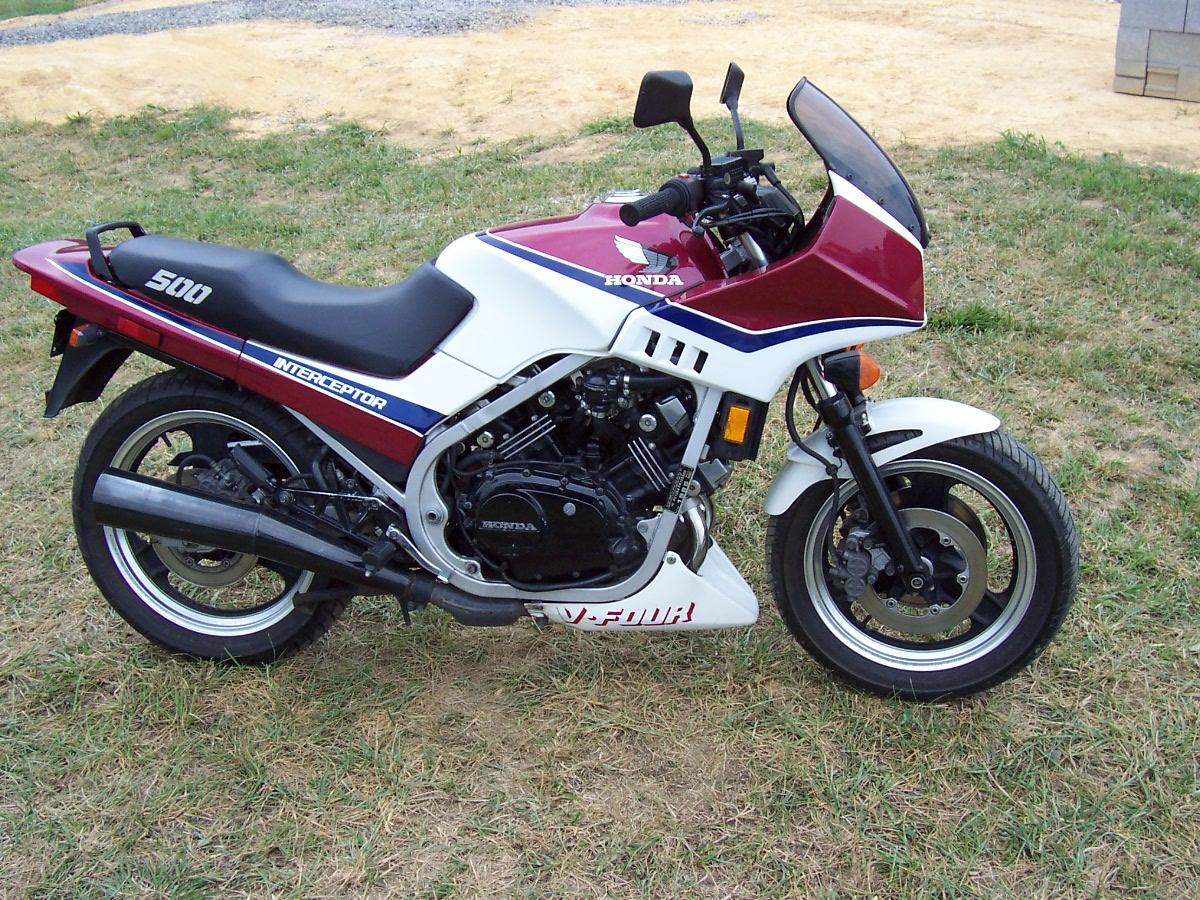
VF500F Interceptor, alias "Babyceptor" o "miniceptor," disponible como en la foto (rojo y blanco con rayas azules), o a la inversa, (azul y blanco con rayas rojas).

La familia Honda VF y VFR (VF, del inglés Vee-Four; VFR, del inglés Vee-Four Road) es una serie de motocicletas fabricadas por Honda cuya característica común es que montan un motor V4. La VFR fue usada como plataforma de homologación de Honda para el mundo de la competición en los años 80. Sin embargo, la aparición de nuevos modelos de la competencia con motores en línea más ligeros llevó a Honda a especializar la VFR en el segmento de las motos de carretera o sport touring.
La VFR es habitualmente utilizada por Honda como ejemplo de innovación tecnológica. Fue la primera motocicleta en usar el sistema VTEC de Honda, así como la primera Honda en incorporar ABS y sistema de frenado combinado. La sucesora, VFR1200, fue la primera motocicleta en incorporar una transmisión de doble embrague.

## Motor V4

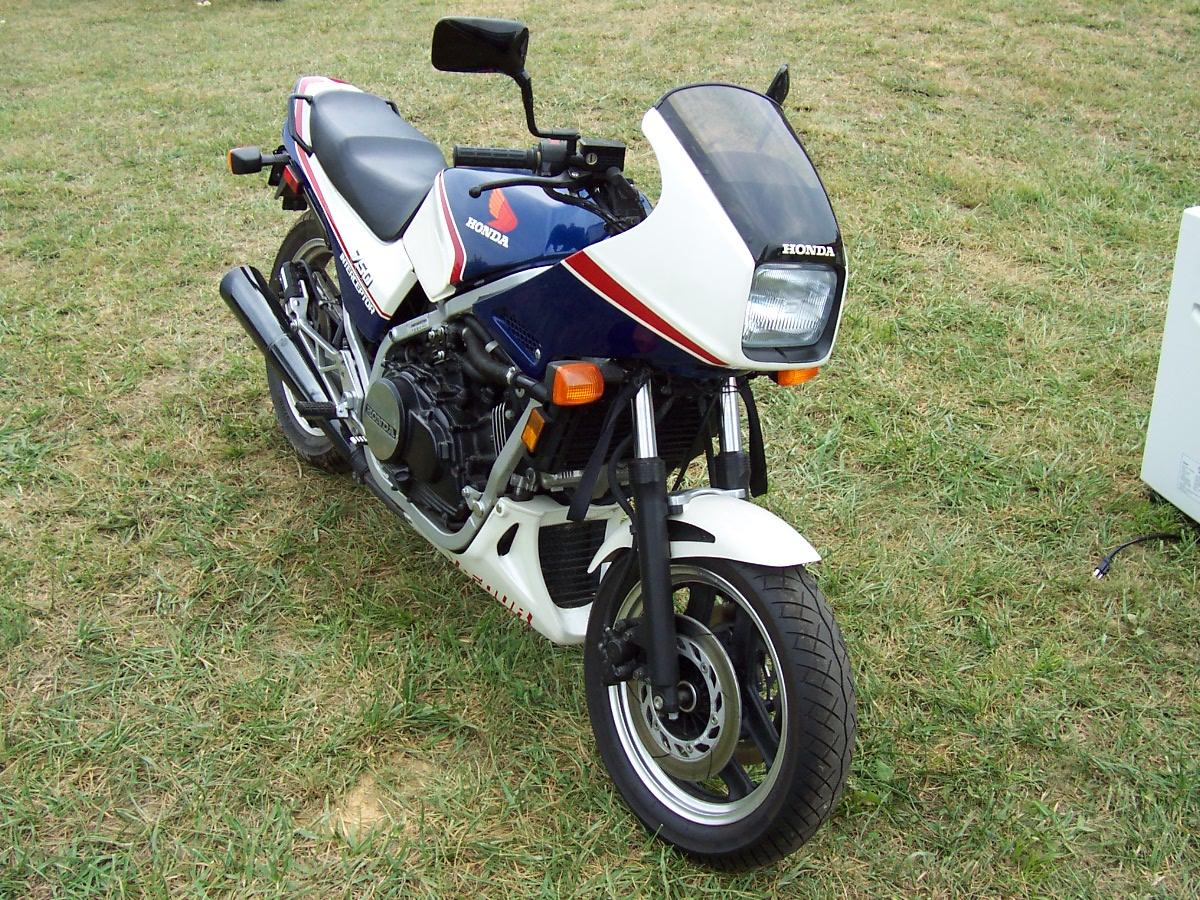
VF750F Interceptor

El motor V4 fue muy utilizado en toda la gama Honda en los inicios de los años 80, con cilindradas desde los 400 cc hasta los 1000 cc (nominales). Este tipo de motor se había usado pocas veces en motocicletas, siendo Matchless una de las marcas que lo montó. El V4 logra un buen equilibrio proporcionando una marcha suave y con pocas vibraciones. El balance primario del motor hace que no se necesiten grandes volantes de inercia, con la consiguiente reducción de peso y de fricciones internas. Generalmente es descrito como un híbrido entre el par a bajas revoluciones de los motores V2 y la potencia en altas de los 4 en línea.
El primer motor de la familia VF fue designado como V45 por su cilindrada (45 pulgadas cuadradas ó 740 cc) y medía sólo 406 mm de ancho. Más tarde se introdujo un hermano pequeño (V30, 500 cc) y uno mayor (V65, 1100 cc) a la gama. Desde mediados de los años 90, el cubicaje del motor ha ido creciendo con cada modelo nuevo desde 750 cc a 800 cc y 1200 cc.
En 1982, el primer año de producción de los modelos VF, se detectaron problemas de fiabilidad en los controles de calidad producidos por los equipos automatizados de fabricación de Honda en su planta de Hamamatsu, Japón. Sin embargo, Honda vendió toda su producción de la Sabre V4, y las Magnas estuvieron cerca de lograrlo. En 1983 los diseños fueron revisados para corregir los problemas detectados en el primer año de producción, el V65 y la interceptor ya estaban disponibles. Durante 1984 aparecieron problemas en los árboles de levas de los modelos de mayor cilindrada, lo que provocó que ocho factorías tuvieran que revisar aspectos relacionados durante la producción del último año.
Los árboles accionados por cadena fueron retirados en la segunda generación de la VFR 750, en su lugar se montaron otros accionados por engranajes para acabar así con la mala reputación de los motores de primera generación, conocidos por su fallo en los tensores de la cadena de distribución. La sexta generación (VFR800) ya incluía el sistema de accionamiento variable de válvulas (VTEC) de Honda. La séptima generación de la VFR1200 sustituyó el sistema VTEC por el sistema unicam originalmente desarrollado para la CRF450R.

## Primeros modelos
- Honda VF400F
- Honda VF500F
- Honda VF1000

## Modelos de competición
- Honda RC30
- Honda RC45

La RC30 se desarrolló como versión de calle sobre su base de competición y fue un éxito mundial entre 1988 y 1993. Introdujo el brazo oscilante, único en las grandes motocicletas de producción en serie. La RC30 era pequeña y rápida y aún en la primera década del siglo XXI se la consideraba una máquina de competición a tener en cuenta. Fue reemplazada por la RC45 en 1994, que aun teniendo argumentos para ser considerada como una de las mejores motos de competición de la historia, nunca alcanzó el éxito de la RC30.

## VFR750
La VFR750 de 1986, "segunda generación", fue mejorada en 1988. En 1990 la VFR750 sufrió cambios radicales saliendo ya al mercado con el icónico brazo oscilante único, ya utilizado por la RC30, 4 años antes que la Ducati 916, diseño que más tarde sería considerado como imagen de marca de Ducati. La "cuarta generación" llegó en 1994 con una estética inspirada en la Honda NR de competición con pequeñas modificaciones internas.

## VFR800

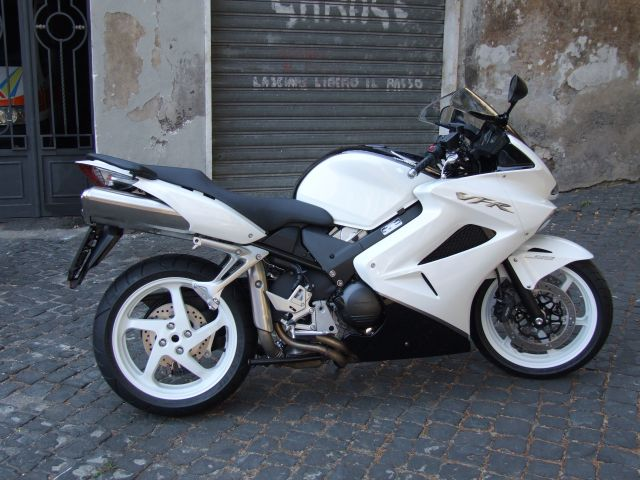
VFR800 de 2008

En 1998 la VFR750 fue sustituida por la rediseñada VFR800FI que contaba con una cilindrada de 781 cc e inyección electrónica. El motor era en gran parte el utilizado en la RC45 de competición. Una de sus características fue el traslado de los engranajes de distribución del centro del motor a un lateral, lo que produjo un ligero aumento del ruido, con su característico "silbido". También incorporó el sistema DCBS de frenado combinado de Honda.
En 2002 Honda introdujo la sexta generación del motor VFR, volviendo a incorporar correa de distribución en vez de engranajes por razones de peso, precio y sonoridad. Este nuevo motor también incorporaba un VTEC con el que sólo dos válvulas por cilindro operan en regímenes por debajo de las 6800 vueltas logrando mejorar el par motor, el consumo y las emisiones en comparación con motores sin VTEC. Por encima de 6800 rpm el VTEC opera las cuatro válvulas de cada cilindro para obtener la máxima potencia.

## VFR1200F
A principios de verano de 2009 se filtraron fotos de la que se consideró la nueva generación de la VFR. Honda anunciaba que un nuevo modelo VFR de gran cilindrada, que sería llamada VFR1200F, sería presentada en público en el salón del motor de Tokio en octubre de 2009. Honda ya había confirmado algunos detalles del motor V4 de 1200 cc, así como la aparición de una caja de cambios de seis velocidades operada por botones de doble embrague con tres modos de operación: automático, sport y manual. El sistema es similar al de la Honda DN-01 pero con una caja de cambios convencional de cambio automático, similar a los sistemas "DSG", sin embrague accionado manualmente a diferencia del sistema hidrostático de la DN-01.

## Lista de Modelos

### VF
- Magna
- VF400F(NC13)
- VF500F 'Interceptor'
- VF700F 'Interceptor'
- VF750F 'Interceptor' (C45)
- VF1000 'Interceptor'
- V45 VF750S and V65 VF1100S 'Sabre'

### VFR
- VFR400 (NC21/NC24/NC30/NC35)
- VFR750FG/FH (First generation) RC24
- VFR750FK/FJ (Second generation) RC24
- VFR750FL/FM/FN/FP (Third generation) RC36
- VFR750FR/FS/FT/FV (Fourth and final 750 generation) RC36
- VFR750R (RC30)
- VFR800 (RC46)
- VFR1200F

### RVF
- RVF400R (NC35)
- RVF750R (RC45)

- Datos: Q1626706
- Multimedia: Honda VFR / Q1626706